# 聖經作者
聖經作者列出聖經各卷書的作者和編修者。一般學者認為，聖經中只有極少數是個人創作，大部分的卷書在創作後都經過長期編修才形成現今所知的聖經。此條目概述了多數當代學者們的結論，包括猶太教或是基督教的傳統觀點。
基督教會則声称「聖經是神所默示的」，聖經因此是神代表的話語，只是透過許多不同背景的人傳達，并认为大部分的卷書都只有一或二位作者，且整部聖經的作者總數約40多人。

## 神聖著作
猶太教徒和基督教徒 (以不同方式) 都將聖經視為「神的話」。在許多基督教禮拜儀式中，「這是主的話」這句話之後都會跟著一段讀經。西敏斯特信仰信條 (1646) 聲稱聖經的來源依據「完全在於神 ( 即真理本身 )，其作者，因此聖經是要被接受、承認的，因為它是神的話」。
一些小先知書即指出了源於神的觀點，以及經由人類先知來傳達書的內容。《何西阿書》第1章第1节說到「...上主的話臨到備利的兒子何西阿」，而約珥書、彌迦書以及西番雅書都以相似的形式開始。詹姆士·梅斯 （James L. Mays）認為，最終的編修者在神學上的理解則是，聖經就整體來看即是「上主的話」。
聖經作者在傳達神的話上其確切的方式仍備受爭論：即聖靈感動 (現代基督教神學通常所持之立場)，或口述聽寫 (就猶太教聖經中最神聖部份的摩西五經而論，正統派猶太教徒則持此一立場)。
許多福音派人士特別引用《提摩太後書》第3章第16节來指明聖經的神聖著作。在標準英譯本 (ESV ) 中，其載明「聖經都是神的呼出...」，而新國際版聖經則譯為「聖經是神所默示的...」。羅伯特·雷蒙（Robert L. Reymond）則認為保羅「堅稱聖經完全是源於神的」，然而保羅其實是特定指著舊約說的。

## 希伯來聖經
希伯來聖經是學者們所使用的一個詞，來意指組成由猶太人以及在傳統新教教派中所用之聖經的各卷書。在此所用的順序乃是照著猶太教聖經所作的劃分。

### 摩西五經

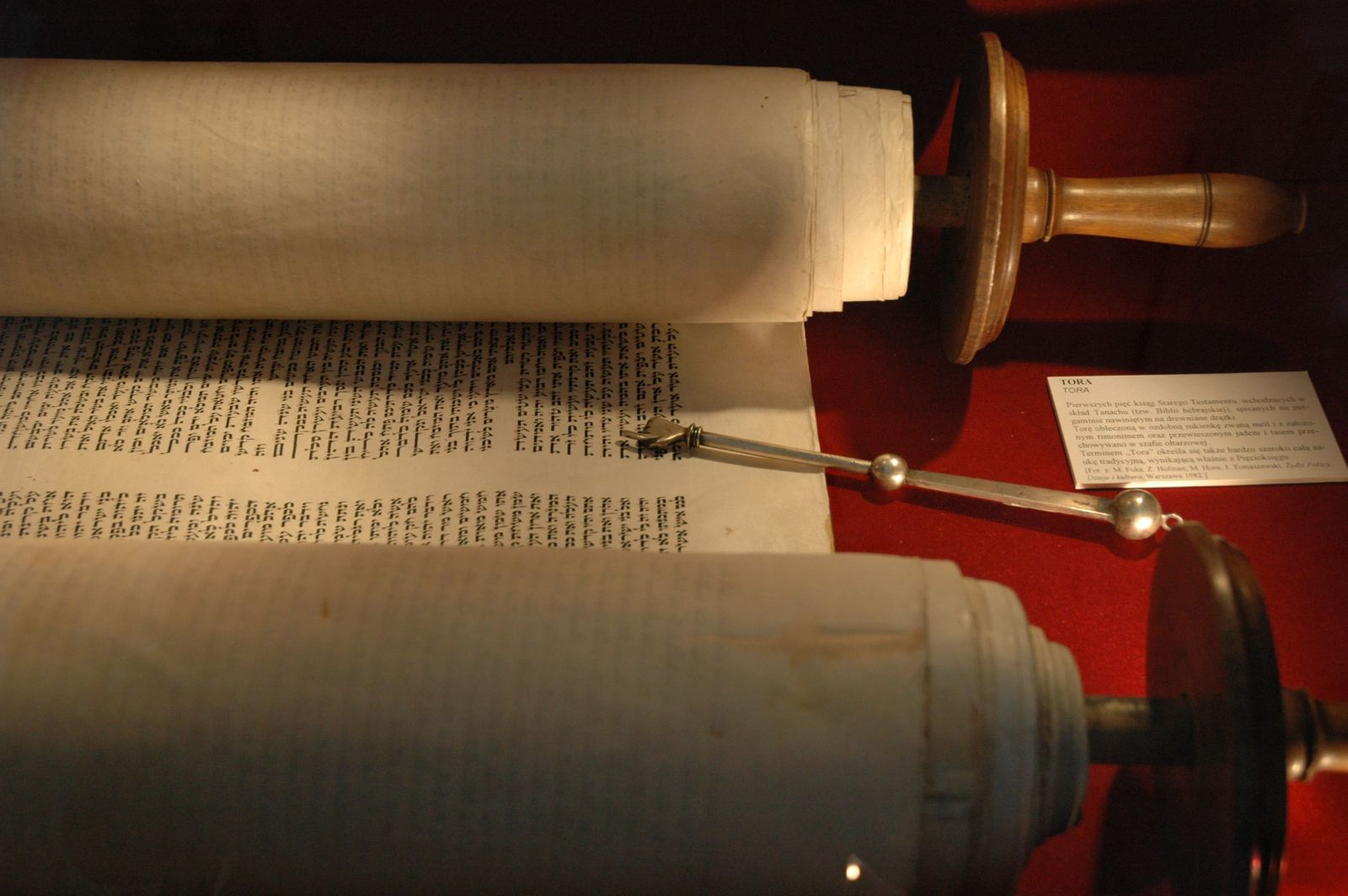
展開的摩西五經之書，為著在猶太教堂進行禮拜儀式之用。

猶太教聖經所作的頭一個劃分乃是托拉，即「教導」或「法律」的意思。在學術文獻中，常以其希臘名稱稱其為「五經」 (五卷書) 。這五部經典是一組的，由創世紀、出埃及記、利未記、民數記和申命記所組成，並在基督教舊約聖經的所有版本中均位列第一。
根據拉比的傳統，摩西五經的五部書是由摩西所寫，除了申命記最後的八節論到了摩西的死之外。時至今日，大多數世俗的學者都同意摩西五經並沒有一個單一的作者，並且是花了數世紀才成書。

#### 創世紀、出埃及記、利未記和民數記
19世紀末起，在世俗的學者中有一個普遍的共識，即底本學說。該學說主張頭四卷書——創世紀、出埃及記、利未記和民數記乃是藉著結合四部獨創獨立的原始資料，即知名的耶和華文獻、伊羅興文獻、申命記文獻以及祭司文獻，於公元前450年創作而成。现在，這樣的方法已廣泛地被視為過時了，然而對特殊的申命記及祭司的神學與詞彙的鑑定仍相當廣泛，並被用來形成新的方法，以主張這四部書，隨著時間、藉著聖經經句片段的緩慢累積而逐步結合而成，或是由之後的作者/編者對基本的文本進行增補而成。與此同時，已有一個趨勢，乃是將摩西五經的起源在時間點上向後推移。而近來最新的提議則是將其定在公元前五世紀波斯帝國的猶大省。

#### 申命記
與創世紀、出埃及記、利未記和民數記不同，申命記被分開來個別看待。將其放在底本學說中而論是不恰當的，因為不同於其他四卷書，它是由單一「來源」所組成。該書形成的過程可能花費數百年，從公元前八世紀到前6世紀，而其作者則被不同地鑑定為屬先知界的（因為《申命記》所關心的事反映出先知們所關心的事，特別是何西阿）、屬利未祭司界的 ( 因為該書強調利未人的角色 ) 、以及屬智慧及文士界的（因為該書推崇智慧，而且因為寫成該書的條約形式最為文士所知悉）。申命記之後被用作為公元6世紀初期所寫的以色列通史的引言，但之後仍將其從歷史中分離出來，並用以湊成摩西五經。

### 先知書

#### 前期先知書
前期先知書 ( Nevi'im Rishonim [נביאים ראשונים] ) 構成了希伯來聖經所作的第二個劃分的頭一部分。Nevi'im這字被譯為「先知書」。路得記在希伯來聖經中是被歸在最終篇章的部份，但在基督教聖經中則被安插在士師記和撒母耳記之間。
根據可追溯到至少公元前2世紀的猶太教傳統來看，約書亞記是由約書亞所寫，士師記和撒母耳記上則是由先知撒母耳所作 (撒母耳記下是由先知迦得和拿單所作) ，然而列王紀上下兩部則都是由耶利米所作。
從1943年以來，大部分的學者都已接受了马丁·诺特的論調，即申命記、約書亞記、士師記、撒母耳記、和列王紀構成了一個單一的作品，即所謂的「申命記的歷史」。马丁·诺特相信，這一歷史是在猶太人被擄到巴比倫期間 (約公元前609至前539年) 由單一作者所寫，而該名作者/編者則以一個在約西亞在位期間 (約前640至609年在位) 已寫成之較早版本的申命記作為起頭，然後再挑選、編輯、創作以寫成這連貫一致的著作。法蘭克·摩爾·克羅斯 (Frank Moore Cross ) 之後則提出有一個更早的版本在約西亞的時代在耶路撒冷已寫成，然後這個版本被修改、擴充而成為马丁·诺特所說的那個版本。然而學者們之後又進一步發現更多的版本和作者。到了1990年代，一些學者開始質疑申命記歷史的存在性，而這幾卷書的由來問題仍備受爭議。

#### 後期先知書

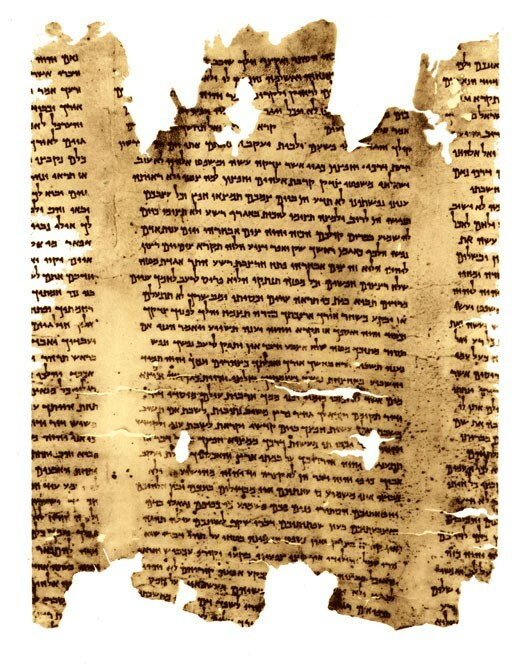
在死海古卷所發現的以賽亞書的片斷。

##### 以賽亞書
現代的學者將以賽亞書分成三個部份，每個都有不同的由來：「首部以賽亞書」（"First Isaiah"），1～39章，包含有歷史上公元前八世紀先知以賽亞的話以及之後他的門徒所擴展的部份；「次部以賽亞書」（Deutero-Isaiah），40～55章，由一名匿名的猶太作者於猶太人被擄到巴比倫時期的末了在巴比倫所作；:418 以及「三部以賽亞書」（"Trito-Isaiah"），56～66章，在從巴比倫歸回後不久由匿名的門徒於耶路撒冷所作:444 （雖然有些學者認為55～66章是在巴比倫陷落之後而作。）這種照著被擄前、被擄時、被擄後這樣順序的資料素材是有些使人誤導的，因為在所有這三部份明顯都有重大的編輯。

##### 耶利米書
耶利米生活在公元前七世紀末及前六世紀初。耶利米書中描述了作為該先知同伴的巴錄，在許多場合中寫下了他的話。據此，已有許多人推測巴錄編寫了該卷書的早期版本。早在二十世紀初，西格蒙德·莫溫克爾（Sigmund Mowinckel）鑑別出該卷書中三個類型的素材，耶利米書1～25章（類型A）是耶利米自己的話，傳記式的散文體素材（類型B）是由仰慕者於公元前580～前480年所寫，以及剩餘部份（類型C）是於後期所寫。對於莫溫克爾的見解已有相當多的爭論，尤其是對耶利米書素材的廣度和巴錄（可能為類型B素材的作者）的角色。人們普遍認為，本卷書與前期先知書中的申命記的來源有很強的關聯，以現代的說法，這就概括重述了這樣一個傳統的觀點：耶利米寫了他自己的書也寫了列王紀。

##### 以西結書
以西結書書中本身即描述為先知以西結的話。以西結是一位在公元前593～前571年間，在猶太人被擄期間住在巴比倫城中的祭司。然而，各種不同的手稿彼此之間卻存在著顯著的差異，且顯然地本卷書一直受到廣泛的編輯，而以西結自己可能就負責了部分本卷書的修訂。
一般普遍認為，現今所有的以西結書，乃是一位受過高等教育、在祭司界忠於基於史實的以西結並與聖殿息息相關之人的作品。

##### 十二先知書（小先知書）
在《希伯來聖經》中，《小先知書》是一卷書。許多（雖然不是全部）現代學者都同意，這十二先知書是經過了一個編輯的過程，從而產生了這連貫一致的集合。這個過程據信在波斯時期（公元前538～前332年）已達到其最終的形式，然而對於此是早還是晚則仍有分歧。對於個別卷書，學者們通常假定在先知傳統中存在著一個原始核心，可將該傳統歸因於以其名來命名書卷的人物。值得注意的一個例外是《約拿書》，該書是一個不含先知神谕的匿名作品，很可能是在希臘化時期（公元前332～前167年）所作。

### 詩歌智慧書

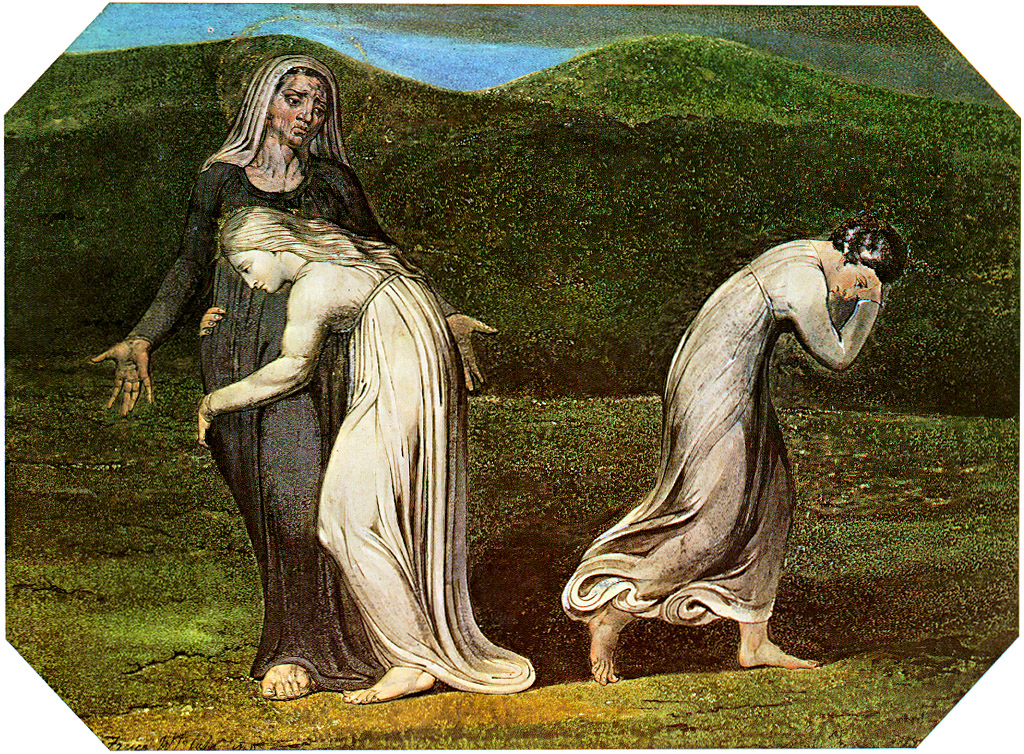
拿俄米懇求路得和俄珥巴回到摩押地。威廉·布萊克作於1795年。

#### 詩篇
雖然有一些詩篇帶有標題，似乎確認了其作者，然而這些很可能是為了需要在傳統中找一個顯著的標識而有的結果。個別的詩篇來自於迥然不同的時期：「……有些詩篇是以一位在位的國王和在聖殿中一個建立起的膜拜儀式為前提，其他的則清楚地提到被擄的事並以此為前提。」

#### 約伯記
約伯記的作者不詳，且不太可能早於公元前六世紀就已寫成。積累的證據則似乎暗示著一個被擄時期之後的日期。約伯記含有一千多行，當中約750行構成了本卷書的原始核心。

#### 箴言
箴言是由從各種不同來源的幾個採集所組成。10章1節至22章16節很可能是最老的章節，而第一到第九章則被寫成開場詩——有些人就質疑這是發生在被擄前還是被擄後。其餘的篇章很可能是更晚的部份，而本卷書約於公元前三世紀達到其最終的形式。

#### 路得記
塔木德將撒母耳論為路得記的作者，但這就與書中的幾個細節相衝突。已有人提出（雖未能被證實）該匿名作者是個女的，或是若是個男的，那就是個認真看待婦女問題的人。本卷書大體上是一個整體，雖然大衛的家譜似乎是後來才添加的。

#### 雅歌（所羅門之歌）
雅歌傳統上被認為是所羅門王所作，但現代的學者們卻追溯其為約公元前三世紀的著作。學者們仍然爭論其是否是個單一一體的作品（而因此來自於單一作者），或是以選集的性質而成的多人著作。

#### 傳道書
傳道書通常可追溯至公元前三世紀中期，出處很可能是在耶路撒冷。書中宣稱所羅門為其作者，這在文學上其實是種虛構，而作者也把自己認定為「傳道者」（Qoheleth），一個隱晦含義的字，評論家已多方面地將其理解為乃個人的名字、一個筆名、一個縮寫字、抑或一個職務。作者最終自我認定為「牧人」（shepherd），一個通常暗示為皇室的頭銜。

#### 耶利米哀歌
傳統上，耶利米哀歌乃屬先知耶利米所作。語言學和神學上的相關證據則指出其由來為在公元前三世紀到前二世紀的一本與眾不同的書，該書內容在被擄之時及被擄之後的猶太人社區中特別的哀悼紀念活動裡有提到其由來。

#### 以斯帖記
以斯帖記是於公元前四世紀末或前三世紀初在東方海外聚居的猶太人之中所寫成。本書的體裁為中篇小說或短篇故事，並借鑒了智慧文學的主題。本書的來源則仍然未解。

#### 但以理書
但以理書將其自身描述為一個生活在公元前六世紀一位名叫但以理的先知的作品。然而絕大多數的現代學者們都將本書追溯至公元前二世紀。而在馬加比家族時代寫下本書，以向其猶太同胞們保證他們所受到敘利亞人的迫害會結束，並會見到他們得勝的該名作者，似乎是以圍繞著傳奇性的人物但以理來建構本書。但以理在以西結書中曾被提及，而以西結則因著其智慧和正直與挪亞及約伯同列。

#### 以斯拉記-尼希米記
以斯拉記和尼希米記原本是一部作品——以斯拉－尼希米記。威廉遜（H.G.M Williamson，1987）提出促成該最終作品的三個基本階段：1.由各種不同的名冊和波斯文件所組成的作品，因威廉遜相信其真實性，所以成為了該卷書的最早部分。2.約公元前400年由「以斯拉回憶錄」和「尼希米回憶錄」所組成的作品。3.約公元前300年，由最終的編者將以斯拉記的1～6章作為早先所組成之文本的引言而組成的作品。葛拉比（Lester Grabbe，2003）則提出了約於公元前300～前200年間，在托勒密時期稍晚，由以斯拉記和尼希米記兩文本的結合，並連同一些最後的編輯所成的作品。

#### 歷代志
《歷代志》是利未人圈子當中的一部匿名作品，很可能於公元前4世紀末在耶路撒冷所作。雖然該卷書分成兩部份（歷代志上、下），但大多數的研究則提出了一個單一的基礎文本，並帶有之後冗長的新增和修訂的部份，以突顯某種重要性，像是膜拜儀式或是祭司體系。

## 次經／經外書

多俾亞、拉斐爾以及魚。Pieter Lastman圖解多俾亞傳。

### 但以理補編
但以理書的希臘文本含有在希伯來／阿拉姆語版本中未找到的增補，但全都是匿名的。亞撒利雅禱詞（亞撒利雅是但以理的同伴之一）很可能於公元前169(8)～前165(4)年間，當安條克四世壓迫猶太人之時所寫成。三童歌（三童即被丟入火爐中的三人）可能由祭司界的人於耶路撒冷所作。蘇珊娜書可能於公元前170～前130年在希臘化抗爭的環境背景下寫成。比勒與大龍則難以確定其年代，但可能是在公元前六世紀末。

### 厄斯德拉前書、後書
耶柔米將聖經翻成拉丁文的譯本（武加大譯本）包含有四部厄斯德拉書（厄斯德拉即以斯拉）。耶柔米的厄斯德拉一書、二書最終改名為以斯拉記和尼希米記。在大部份的版本中，剩餘的書每部則搬到兩處，但編號系統仍相當混淆。現今的厄斯德拉前書則取材自歷代志和以斯拉記，但完全忽略尼希米記。該卷書很可能於公元前200～前100年間完成。厄斯德拉後書除了將以斯拉作為核心主角外，與其他厄斯德拉書並無關聯。該卷書很可能在公元70年在羅馬人毀了聖殿後不久寫成。

### 巴錄書
《巴錄書》的作者傳統上被認作為是耶利米的同伴巴錄，但這又被認為是不太可能的。有些學者提出該卷書是於馬加比家族時期間或之後不久寫成的。

### 馬加比一書、二書、三書、四書
馬加比一書的匿名作者是個受過教育的猶太人且是一名嚴肅的歷史學家。該卷書最有可能追溯至公元前100年左右。馬加比二書是一部由一位來自昔蘭尼名叫傑森的不知名作家的作品經過修定及濃縮後的版本，加上由一位作了縮編本（Epitomist）的匿名編者所作的一些文章段落。傑森最有可能在公元前二世紀中到末期間寫該書，而縮編本則可能是在公元前63年完成。馬加比三書內容則與在起義前半世紀在埃及的猶太社區有相關，這就暗示了該作者是個埃及裔的猶太人，很可能是個在亞歷山大港的本地人。該卷書非常有可能是在公元前100～前75年間完成。馬加比四書很可能是在公元一世紀中葉由一位住在敘利亞或小亞細亞的猶太人所作。

### 耶利米書信
《耶利米書信》不是由先知耶利米所作，該作者顯然地挪用該先知的名字以為其寫作增添權威性。該卷書也不是耶利米的秘書巴錄所作，雖然在天主教聖經和欽定本聖經中該卷書是作為巴錄書的最後一章出現。內部證據則指出該書年代約在公元前317年，而作者很可能是寫信給大流散之猶太人的巴勒斯坦猶太人。

### 瑪拿西禱言
《瑪拿西禱言》自我描述為一個邪惡但現今悔改了的瑪拿西王在其被擄到巴比倫期間所作的禱告。實際的作者不可知，而寫作的年代很可能是公元前二或前一世紀。

### 便西拉智訓及所羅門智訓
便西拉智訓將其作者提為耶穌·便·西拉。他很可能是個猶太的法律學家，教導耶路撒冷的年輕人。他的孫子為希臘的譯本所作的序有助於追溯該作品至公元前二世紀初期，很可能在公元前196年和安條克四世（公元前175～前164年在位）開始迫害猶太人之間。《所羅門智訓》不太可能早於公元前2世紀，且很可能年代在公元前100～前50年。其將所羅門認作為作者則受到質疑，甚至在中世紀也如此。該卷書顯示出與埃及的猶太社區和法利賽人的教導有著密切關係。

### 以斯帖補編
《以斯帖記》本身很可能約在公元前400年由住在波斯帝國東部省份的猶太人所作，並且到了公元前二世紀達到其最終的形式。對於在希伯來文本中某些段落文字的正統性問題，則引致了在公元前2世紀末或前1世紀初之以斯帖記的希臘譯本中的以斯帖補編受到鑑定。

### 多俾亞傳
《多俾亞傳》的內容是設在公元前8世紀，並以其中心人物——一位被擄的虔誠的猶太人——來命名。一般所認定的寫作年代為公元前二世紀初。

### 猶滴傳
《猶滴傳》的內容設置在亞述王尼布甲尼撒時代的以色列。該卷書有強烈的波斯元素，這就暗示了其年代在公元前四世紀。它也有強烈的與哈芒希王朝時期相類似的事物，這就暗示其年代在公元前二世紀。典型上，該書是被歸為屬法利賽人的，但也有可能其源於撒都該人。

### 續詩篇
正經中的詩篇有150篇。在大部份的希臘文譯本中，發現了詩篇第151篇，而希伯來文的版本則在死海古卷中被發現。詩篇第152～155篇是敘利亞語的別西大譯本聖經的一部分，當中有些是在昆蘭被發現的。

## 新約

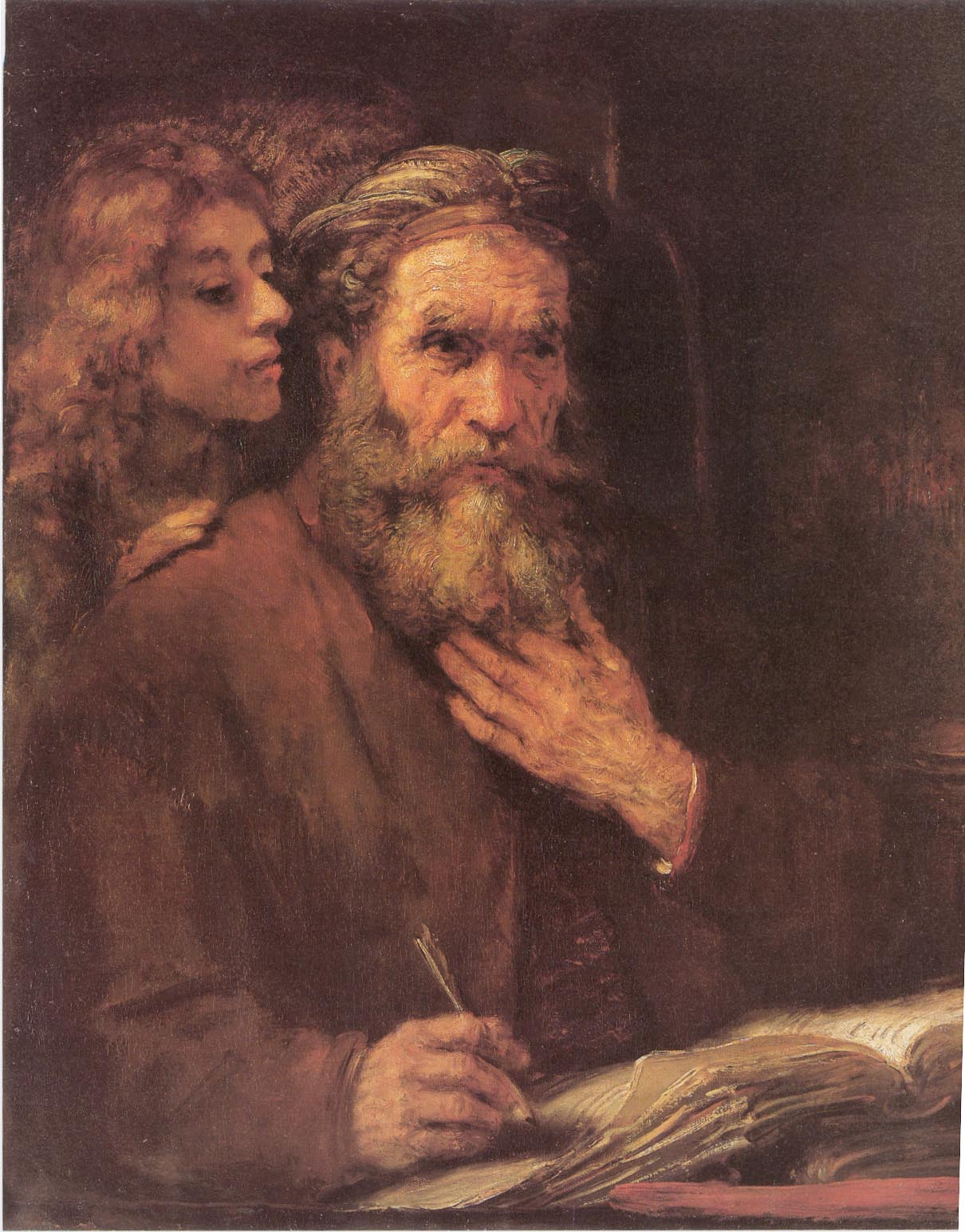
福音書的作者馬太和天使。林布蘭所繪。

### 福音書和行傳
福音書和行傳的作者不詳，因為當中沒有一個指出作者為誰。然而，約翰福音可能可以被算作為例外，因為該作者提到自己是「耶穌所愛的門徒」，而且聲稱是耶穌圈內的一位成員。今日，大部分的學者都將這一段文字視作為額外插入的部份（見下文）。
在學者們當中，一般都同意對觀福音（馬太福音、馬可福音和路加福音）顯示出高程度的交互參見。通常的解釋（即雙源假說）為馬可福音最先被寫，然後馬太福音和路加福音的作者依靠馬可福音和假定的Ｑ文件來寫。學者們一致認為約翰福音最後才寫，並使用了一個不同的傳統和用了見證的主要部份。此外，大部分的學者都認為路加福音的作者也寫了使徒行傳，使路加福音－行傳兩部份成為一個單一的作品。

#### 馬可福音
根據傳統及早期教父，該書卷的作者是福音書作者馬可，即使徒彼得的同伴。然而，該福音書似乎依賴於幾個潛在的來源，在形式和神學上呈現出多樣化，這就說明了與傳統上認為該書乃基於彼得的傳講有所違背。該福音書中各種不同的元素，包括彼得職權的重要性以及基本神學的寬廣，都暗示了該作者在敘利亞和巴勒斯坦，為了一群早先已受保羅信念影響，然後卻進一步發展成不受保羅支配的非猶太人的基督徒社區寫下該書。

#### 馬太福音
早期的基督教傳統認為，馬太福音是由使徒馬太（一名稅吏、耶穌的門徒）以「希伯來文」（亞拉姆語，猶太地區的語言）寫的，但根據絕大多數的現代學者，該福音書不太可能是由一位見證人所寫。現代的學者們將該傳統加以詮釋並表示，帕皮亞相信馬太乃是將耶穌的言論彙編成集。但帕皮亞的描述並沒有與已知的福音書充分相符：該書最有可能是以希臘文寫的，不是亞拉姆語或希伯來文，其乃是依據希臘文的馬可福音以及假定的Ｑ文件而寫，而且該書並不是言論集。雖然作者的身分不詳，但福音書的內部證據則暗示了其為來自一個希臘化城市（很可能是敘利亞的安提阿）的男性猶太抄寫員他在公元70～100年間。<使用各種不同關於耶穌的口述傳統以及書面來源來寫此書。

#### 路加福音和使徒行傳
一般普遍接受路加福音和使徒行傳最先是一位單一作者給一位名叫提阿非羅要不就是一位不知名的人所寫的兩卷本的著作。這位作者是一名「業餘的古希臘歷史學家」，精通希臘文的修辭學。在古代的世界，希臘文的修辭學是歷史學家所該受的標準訓練。
根據傳統，該作者是福音書的作者、使徒保羅的同伴路加，但許多現代的學者已表示懷疑，而就此一論題的輿論相當分歧。他們反而相信，路加福音和使徒行傳是由一位匿名的基督徒作者所寫，而該作者可能對文中所記錄的事件都還沒目睹過。所引用的證據有些是來自於路加福音和使徒行傳本身的內文。在路加福音的序言中，該作者提到將親眼目睹的見證「傳與我們」，並且做了「仔細的考察」，但該作者並沒有提到他自己的名字，或是明確地聲稱是任一事件的目擊者，除了有「我們」的段落之外。而在所有這些段落中，敘述都是以第一人稱複數來寫——該作者從未用「我」來提及自己。對於那些懷疑作者為目擊者的人，有「我們」的那些段落通常被視為屬於一個次要文件的片斷（某些較早的記述部份），而這些段落之後被路加福音和使徒行傳的作者整合到行傳裡頭，或者這些段落僅僅只是用在航海日誌中在希臘文修辭學上的一種手段。

#### 約翰福音
約翰福音21章24節確認了約翰福音的作者為「耶穌所愛的門徒」。從二世紀末以來，這位在福音書本身當中並未提及名字的人物，被認為與西庇太的兒子約翰為同一人。然而，今日大部分的學者都一致認為約翰福音第21章其實是該福音書的附錄，該卷書原本是結尾在約翰福音20章30節至31節。絕大多數的學者們將約翰福音的年代定在公元80～95年間，並且提出該作者利用了兩個主要的來源：「神蹟福音」（七個神蹟奇事的故事集）以及「講道」。

### 使徒書信

#### 保羅的書信

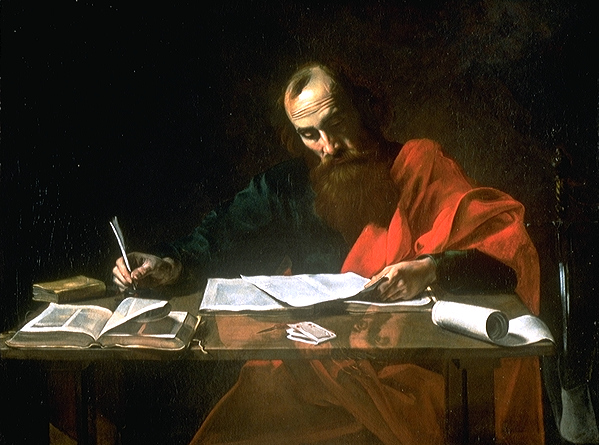
聖保羅正在寫書信，十六世紀的畫作。大部分學者認為保羅實際上口述他的信給秘書。例如：羅馬書16章22節舉出一個名叫德丟的抄寫員。

羅馬書、歌林多前書和歌林多後書、加拉太書、腓立比書、帖撒羅尼迦前書以及腓利門書幾乎人人都公認乃為聖保羅之作——除了羅馬書和加拉太書，其餘所有的經文上方都確認這些乃來自於保羅以及至少一名其他人。這種實行在那個時期的書信中並不平常，而且亦不清楚這些其他人在他們的寫作中是扮演何種角色。另三卷保羅的書信——以弗所書、歌羅西書、及帖撒羅尼迦後書乃為保羅所作也受到一定的支持。而三卷教牧書信——提摩太前書、後書和提多書，很可能來自於同一作者，但大部分歷史批判的學者則將此三卷書視為保羅之外的某人之作。

#### 希伯來書
基督教會將《希伯來書》算入為保羅的第十四卷書信一直如此直到宗教改革時期。現今，一般人已不接受保羅為該書的作者，而真正的作者尚未可知。

#### 一般書信
傳統上，這些書信的作者為：使徒彼得（彼得前書、後書）、約翰福音的作者（約翰一書、二書、三書），在年邁之時所寫、「耶穌基督的奴僕，雅各的兄弟猶大」（猶大書）、以及公義者雅各，「神和主耶穌基督的奴僕」（雅各書）。事實上，約翰一書是匿名的，而二書及三書只確認其作者為「長老」。大部分的學者現今認為彼得後書的作者乃使用假名，而許多人對雅各書、彼得前書和猶大書也持相同的看法。

### 啟示錄
啟示錄的作者傳統上據信與耶穌使徒約翰以及福音書的作者約翰（第四本福音書的傳統作者）為同一人。此傳統可以追溯至公元二世紀早期游斯丁的著作。大部分的聖經學者現今相信這兩名約翰為各自不同的人。「約翰」這名，暗示了該作者為猶太裔的基督徒。雖然他從未明確地將自己認作為先知，但很有可能他是屬於基督教先知的一群，而且對於在小亞細亞的教會成員而言也是這樣為人所知。自公元二世紀以來，該作者已被視為與耶穌的十二個使徒之一為同一人。這通常都會聯於一個假定，即同樣的作者寫了約翰福音。然而，其他人則爭議該作者也有可能是以弗所的長老約翰，此一觀點乃在於優西比烏所引用的傳統是否提到使徒以外的人。因此，「約翰」的確切身分仍然不明。

### 引用
1. ↑  Rabin 2006，第113頁
2. ↑  . 耶大雅聖經園地.   [2013-02-11]. （原始内容存档于2020-08-09） （中文）.
3. ↑  西敏斯特信仰信條，第一章，第四段
4. ↑  Mays, James L. . 1969: 20.
5. ↑  Reymond, Robert L. . 1998: 36.
6. ↑  Jacobs 1995，第375頁
7. ↑  . Google Books. 2002-10  [3 October 2010]. ISBN 978-0-8091-4082-4.
8. ↑  Gordon Wenham, "Pentateuchal Studies Today （页面存档备份，存于）," in Themelios 22.1 (October 1996): 3–13.
9. ↑  Van Seters (1997), p.16
10. ↑  Van Seters (2004), pp.74–79
11. ↑  "Introduction to reading the Pentateuch" (Eisenbrauns, 2006) （页面存档备份，存于） pp.217 ff.
12. ↑  D., "Deuteronomy" (John Knox Press, 1990) （页面存档备份，存于） pp.2–3
13. ↑  D., "Deuteronomy" (John Knox Press, 1990) （页面存档备份，存于） pp.5–8
14. ↑  . Google Books. 23 August 2004  [3 October 2010]. ISBN 978-0-567-08088-2.
15. ↑  and McKenzie, Steven L., "The Hebrew Bible today: an introduction to critical issues" (Westminster John Knox Press, 1998) （页面存档备份，存于） p.57
16. ↑  .   [2013-01-15]. （原始内容存档于2011-11-24）.
17. ↑  .   [2013-01-15]. （原始内容存档于2011-11-24）.
18. ↑  "The reform of King Josiah and the composition of the Deuteronomistic history" (Brill, 1996) （页面存档备份，存于） pp.14ff
19. ↑  "The reform of King Josiah and the composition of the Deuteronomistic history" (Brill, 1996) （页面存档备份，存于） p.14ff
20. ↑  "The Future of the Deuteronomistic History" (Leuven University Press, 2000) （页面存档备份，存于）pp.120ff
21. 1 2 3  Boadt, Lawrence. . 1984. ISBN 978-0-8091-2631-6.
22. ↑  . United States Conference of Catholic Bishops.   [29 April 2007]. （原始内容存档于2020-07-12）.
23. ↑  Kugel, p. 561
24. ↑  "A history of prophecy in Israel" (Westminster John Knox, 1996) （页面存档备份，存于）p.183
25. ↑  and McKenzie, Steven L., "The Hebrew Bible today: an introduction to critical issues" (Westminster John Knox Press, 1998) （页面存档备份，存于） p.83
26. 1 2  (ed) "Old Testament Introduction" (College Press, 2005) （页面存档备份，存于） p.471
27. ↑  and McKenzie, Steven L., "The Hebrew Bible today: an introduction to critical issues" (Westminster John Knox Press, 1998) （页面存档备份，存于） p.85
28. ↑  "A History of Prophecy in Israel" (Westminster John Knox Press, 1996) （页面存档备份，存于）p.167
29. ↑  "A History of Prophecy in Israel" (Westminster John Knox Press, 1996) （页面存档备份，存于）p.166
30. ↑  "A History of Prophecy in Israel" (Westminster John Knox Press, 1996) （页面存档备份，存于）pp.167–168
31. ↑  L., and Schart , Aaron (eds) "Thematic threads in the Book of the Twelve" (Walter de Gruyter, 2003) （页面存档备份，存于） pp.1–3
32. ↑  L., and Schart , Aaron (eds) "Thematic threads in the Book of the Twelve" (Walter de Gruyter, 2003) （页面存档备份，存于） p.9
33. ↑  H., "Minor prophets, Part 2" (Eerdmans) （页面存档备份，存于） p.9
34. ↑  M., Reinventing the Wheel: The Shaping of the Book of Jonah, in John Barton, David James Reimer, "After the exile: essays in honour of Rex Mason" (Mercer University Press) （页面存档备份，存于）pp.86–89
35. ↑  Luther, "Psalms" (Westminster John Knox Press, 1995) （页面存档备份，存于） p.12
36. ↑  .   [2013-01-15]. （原始内容存档于2017-02-28）.
37. ↑  C., "The Book of Job: A Commentary" (Westminster John Knox Press, 1985) （页面存档备份，存于）pp.40–43
38. ↑  "Wisdom: the collected articles of Norman Whybray" (Ashgate Publishing, 2005) （页面存档备份，存于）p.181
39. ↑  L., "Old Testament wisdom: an introduction" (Westminster John Knox Press, 2010) （页面存档备份，存于）p.66
40. ↑  C., "Twice-told Proverbs and the composition of the book of Proverbs" (Eisenbrauns, 1993) （页面存档备份，存于） p.8
41. ↑  L. "Book of Ruth" (Eerdmans, 1989) （页面存档备份，存于） p.23
42. ↑  Brenner, Athalya and Fontaine, Carole R. . Sheffield Academic Press. 1999: 34  [30 December 2007]. ISBN 978-1-85075-978-2.
43. ↑  "The structure of the book of Ruth" (Uitgeverij Van Gorcum, 2001) （页面存档备份，存于） p.224
44. ↑  and Bloch, Chana, "The Song of songs: a new translation with an introduction and commentary" （页面存档备份，存于） pp.21–27
45. ↑  .   [2013-01-15]. （原始内容存档于2015-02-04）.
46. ↑  L., "Old Testament wisdom: an introduction" (Westminster John Knox Press, 2010) （页面存档备份，存于）pp.144–145
47. ↑  "Psalms, Part 2, and Lamentations" (Eerdmans, 2001) （页面存档备份，存于） pp.467–468
48. ↑  on the Bible (ed. James D. G. Dunn, John William Rogerson, Eerdmans, 2003) （页面存档备份，存于）p.329-330
49. ↑  VanderKam, Peter Flint, "The Meaning of the Dead Sea Scrolls" (Continuum International Publishing Group, 2002) （页面存档备份，存于） p.137
50. ↑  .   [2013-01-15]. （原始内容存档于2015-02-04）.
51. ↑  A., "Ezra-Nehemiah" (John Knox Press, 1992) （页面存档备份，存于） pp.9–10
52. ↑  Lester Grabbe, Ezra, inon the Bible (ed. James D. G. Dunn, John William Rogerson, Eerdmans, 2003) （页面存档备份，存于）pp.313–4
53. ↑  M. Patrick Graham,The "Chronicler's History": Ezra-Nehemiah, 1–2 Chronicles inand McKenzie, Steven L., "The Hebrew Bible today: an introduction to critical issues" (Westminster John Knox Press, 1998) （页面存档备份，存于） p.210
54. ↑  H.P. Mathys, 1 and 2 Chonicles, in Commentary (ed. John Barton, John Muddiman, Oxford University Press, 2001) （页面存档备份，存于）p.267
55. ↑  on the Bible (ed. James D. G. Dunn, John William Rogerson, Eerdmans, 2003) （页面存档备份，存于）pp.803–806
56. ↑  Daniell Smith-Christopher, Ezra-NehemiahinCommentary (ed. John Barton, John Muddiman, Oxford University Press, 2001) （页面存档备份，存于）p.308
57. ↑  P. P. Saydon, "Baruch" by  revised by T. Hanlon, in A New Catholic Commentary on Holy Scripture, ed. Reginald C. Fuller, Thomas Nelson, Inc. Publishers, 1953, 1975, §504h.
58. ↑  .   [2013-01-15]. （原始内容存档于2012-11-04）.
59. ↑  .   [2013-01-15]. （原始内容存档于2012-11-04）.
60. ↑  on the Bible (ed. James D. G. Dunn, John William Rogerson, Eerdmans, 2003) （页面存档备份，存于）p.866
61. ↑  .   [2013-01-15]. （原始内容存档于2012-11-04）.
62. ↑  of the Bible (Mercer University Press, 1991) （页面存档备份，存于） p.438
63. ↑  of the Bible (Mercer University Press, 1991) （页面存档备份，存于） p.544
64. ↑  Commentary (ed. John Barton, John Muddiman, Oxford University Press, 2001) （页面存档备份，存于）p.667
65. ↑  Commentary (ed. John Barton, John Muddiman, Oxford University Press, 2001) （页面存档备份，存于）p.325
66. ↑  .   [2013-01-15]. （原始内容存档于2012-11-04）.
67. ↑  of the Bible (Mercer University Press, 1991) （页面存档备份，存于） p.482
68. ↑  Alberto, "Introduction to the Old Testament" (Westminster John Knox) （页面存档备份，存于） p.424
69. 1 2  Harris, Stephen L., Understanding the Bible. Palo Alto: Mayfield. 1985.
70. ↑  Harris, Stephen L.,Understanding the Bible. Palo Alto: Mayfield. 1985. "John" p. 302-310
71. ↑  Peter, Kirby. . 2001–2007  [15 January 2008]. （原始内容存档于2008年1月15日）.
72. ↑  Achtemeier, Paul J. .  4. New York, New York: Doubleday: 545. 1991–. ISBN 0-385-19362-9.
73. ↑  M.G. Easton, Easton's Bible Dictionary (Oak Harbor, WA: Logos Research Systems, Inc., 1996, c1897), "Luke, Gospel According To"
74. ↑  Meier, John P.  2. New York, New York: Doubleday. 1991: 955–6. ISBN 0-385-46993-4.
75. ↑  Helms, Randel. . Altadena, California: Millennium Press. 1997: 8. ISBN 0-9655047-2-7.
76. ↑  Gospel of Mark, in Aune, David E., (ed) "The Blackwell companion to the New Testament" (Blackwell Publishing, 2010) （页面存档备份，存于）, p.277-8
77. ↑  Theissen, Gerd and Annette Merz. The historical Jesus: a comprehensive guide. Fortress Press. 1998. translated from German (1996 edition). p. 24-27.
78. ↑  Jens Schroter, Gospel of Mark, in Aune, p.278
79. ↑  Duling, Gospel of Matthew, in Aune, David E., (ed) "The Blackwell companion to the New Testament" (Blackwell Publishing, 2010) （页面存档备份，存于）, p. 298
80. ↑  "Matthew, Gospel acc. to St." Cross, F. L., ed. The Oxford dictionary of the Christian church. New York: Oxford University Press. 2005
81. ↑  Duling, Gospel of Matthew, in Aune, David E., (ed) "The Blackwell companion to the New Testament" (Blackwell Publishing, 2010) （页面存档备份，存于）, pp. 301–302
82. ↑  Duling, Gospel of Matthew, in Aune, David E., (ed) "The Blackwell companion to the New Testament" (Blackwell Publishing, 2010) （页面存档备份，存于）, p.302
83. ↑  Duling, Gospel of Matthew, in Aune, David E., (ed) "The Blackwell companion to the New Testament" (Blackwell Publishing, 2010) （页面存档备份，存于）, pp. 302–303.
84. ↑  Ehrman 2004, p. 110 and Harris 1985 both specify a range c. 80–85; Gundry 1982, Hagner 1993, and Blomberg 1992 argue for a date before 70.
85. ↑  Duling, Gospel of Matthew, in Aune, David E., (ed) "The Blackwell companion to the New Testament" (Blackwell Publishing, 2010) （页面存档备份，存于）, p.296
86. ↑  Horrell, DG, An Introduction to the study of Paul, T&T Clark, 2006, 2nd Ed.,p.7; cf. W. L. Knox, The Acts of the Apostles (1948), p. 2-15 for detailed arguments that still stand.
87. ↑  Aune, "The New Testament in its literary environment" (Westminster John Knox Press, 1987) （页面存档备份，存于） p.77
88. ↑  Raymond E. Brown, Introduction to the New Testament, New York: Anchor Bible (1997), pages 267–8. ISBN 0-385-24767-2.
89. ↑  Robbins, Vernon. "Perspectives on Luke-Acts",http://www.christianorigins.com/bylandbysea.html （页面存档备份，存于）. Originally appeared in: Perspectives on Luke-Acts. C. H. Talbert, ed. Perspectives in Religious Studies, Special Studies Series, No. 5. Macon, Ga: Mercer Univ. Press and Edinburgh: T.& T. Clark, 1978: 215–242.
90. ↑  and Epistles of John: a concise commentary Raymond Edward Brown (Liturgical Press, 1988) （页面存档备份，存于） p.10
91. ↑  "John" (Sheffield Academic Press, 1990) （页面存档备份，存于） p.11
92. ↑  Bruce, F.F. The New Testament Documents: Are they Reliable? p.7
93. ↑  Aune "The New Testament in its literary environment" (Westminster John Knox Press, 1987) （页面存档备份，存于）p.20
94. 1 2 3  on the Bible (ed. James D. G. Dunn, John William Rogerson, Eerdmans, 2003) （页面存档备份，存于）p.1274
95. ↑  Ehrman 2004:385
96. ↑  Ehrman, Bart D. .  (EPUB) First Edition. EPub Edition. New York: HarperCollins e-books. February 2011: 107  [June 10, 2012]. ISBN 978-0-06-207863-6. （原始内容存档于2012年2月15日）. 在說明為什麼大部分的學者認為教牧書信是由保羅之外的人所寫之前，我該為每卷書信做個簡略的摘要。
97. ↑  Fonck, Leopold. "Epistle to the Hebrews." The Catholic Encyclopedia. Vol. 7. New York: Robert Appleton Company, 1910. Web: 30 Dec. 2009.
98. ↑  Justin Martyr,Dialogue with Trypho, 81.4
99. ↑  Harris, Stephen L., Understanding the Bible. Palo Alto: Mayfield. 1985. p. 355
100. ↑  Ehrman, Bart D. . New York: Oxford. 2004: 468. ISBN 0-19-515462-2.
101. ↑  .   [2013-01-15]. （原始内容存档于2014-12-25）.